# Reggenti della Banca di Francia
Questa voce elenca, in ordine cronologico, le persone che hanno rivestito il ruolo di reggente della Banca di Francia all'interno del Consiglio dei reggenti, comprendente 15 seggi, dopo il 1800. Il Consiglio fu eliminato nel 1936.

## Lista
| 1. 1800-1809 : Jean-Frédéric Perregaux 2. 1809-1831 : Jacques Laffitte 3. 1831-1866 : Antoine-Narcisse Lafond 4. 1867-1882 : Henri Sieber 5. 1882-1885 : Frédéric Moreau 6. 1886-1907 : Adolphe Vernes 7. 1907-1908 : Paul Mirabaud 8. 1909-1915 : Jules Bénard 9. 1916-1927 : Émile Pluchet 10. 1927-1936 : Louis de Vogüé |

| 1. 1800-1804 : Jean-Barthélémy Le Couteulx de Canteleu 2. 1804-1813 : Jean-Baptiste Jame 3. 1814-1818 : Guillaume Goupy 4. 1818-1843 : François Adolphe Pierre Cottier 5. 1844-1855 : Charles Legentil 6. 1856-1871 : Adolphe Laurens de Waru 7. 1871-1887 : Victor-Hyacinthe Fère 8. 1888-1892 : Fernand Raoul-Duval 9. 1893-1920 : Émile-Louis Richemond 10. 1921-1934 : Gabriel Cordier 11. 1935-1936 : Maurice-Alfred Tinardon |

| 1. 1800-1826 : Guillaume Mallet 2. 1827-1860 : James Mallet 3. 1860-1905 : Alphonse Mallet 4. 1905-1936 : Ernest Mallet |

| 1. 1800 : Georges-Victor Demautort 2. 1800-1806 : Louis-Barthélémy Bastide 3. 1806-1833 : Barthélémy Guiton 4. 1834-1846 : Théodore-Casimir Delamarre 5. 1846-1849 : Pascal Baudon 6. 1849-1868 : Auguste-Jacques-Omer Devalois (dit « Valois jeune ») 7. 1869-1920 : Rodolphe Hottinguer 8. 1921-1934 : Félix Vernes 9. 1935-1936 : Pierre Mirabaud |

| 1. 1800-1801 : Claude Perier 2. 1801-1806 : Médard Desprez 3. 1806-1816 : Pierre Muguet de Varange 4. 1817-1833 : Philippe de Saulty 5. 1834-1846 : Pascal-Auguste-Joseph Baudon de Mony 6. 1846-1863 : Henry Fontenilliat 7. 1863-1868 : Augustin Latimier du Clésieux 8. 1868-1880 : Auguste Legrand de Villers 9. 1880-1887 : Pierre Gaillard de Witt 10. 1887-1889 : Léopold Renouard 11. 1890-1896 : Thomas Marie de Saint-Georges 12. 1896 : Anatole-Maris Lefebvre-Desvallières 13. 1897-1907 : Emmanuel Tessandier 14. 1907-1911 : Paul-Édouard Vilmeux de Grétry 15. 1912-1916 : Charles Faure de Larivière 16. 1917-1919 : François-Joseph-Antoine Sarrail 17. 1919-1926 : Henri Blondel 18. 1927-1935 : Pierre Beugin 19. 1936 : Charles-Albert Prévost |

| 1. 1800 : Pierre-Nicolas Perrée-Duhamel 2. 1800-1806 : Charles-Martin Doyen 3. 1806-1811 : Guillaume-Toussaint Gibert 4. 1811-1826 : Joseph-Basile Ducos 5. 1826-1835 : Jacques de Reiset 6. 1836-1849 : Alexis-André Dosne 7. 1850-1854 : Charles Le Bègue de Germiny 8. 1855-1859 : Aristide Guilhem 9. 1859-1878 : François Adolphe Akermann 10. 1878-1881 : Adrien Percheron de Monchy 11. 1881-1897 : Maurice Chabrières-Arlès 12. 1898-1909 : Saint-Victor Chomereau-Lamotte 13. 1909 : Paul Joseph Boudier 14. 1910-1911 : Marc Lafon 15. 1911-1916 : Hyppolyte Jacques Antoine Jean Cousin 16. 1916-1918 : Eugène Morel 17. 1919-1922 : Simon Bruni 18. 1922-1923 : Marcel Guérin 19. 1923-1924 : Félix Berthelot 20. 1924-1935 : Charles Bourgis 21. 1935-1936 : Louis-Maurice Blanc |

| 1. 1800-1803 : Jacques-Florent Robillard 2. 1803-1817 : Louis-François Cordier 3. 1818-1821 : Antoine-Scipion Perier 4. 1822-1838 : Jacques-Gabriel Caccia 5. 1839-1848 : Adolphe d'Eichthal 6. 1849-1877 : Adolphe Durand 7. 1878-1890 : François Adolphe Akermann 8. 1891-1913 : Édouard Aynard 9. 1914-1928 : Georges Heine 10. 1929-1936 : Henri Hottinguer |

| 1. 1800-1801 : Joseph Hugues-Lagarde 2. 1801-1806 : Louis Charles Thibon 3. 1806-1812 : Louis-Paul Pierlot 4. 1812-1845 : Alphonse-Jean Buffault 5. 1845-1858 : Jean-Jacques Lemercier de Nerville 6. 1858-1864 : Maurice d'Argout 7. 1864-1889 : Adrien Le Bègue de Germiny 8. 1889-1893 : Émile-Aloyse-Antoine Chabert 9. 1894-1899 : Édouard-Auguste Sanson 10. 1900-1904 : Jules Deffès 11. 1904-1909 : Étienne Antoine Joucla-Pelous 12. 1910-1913 : Charles Colomb 13. 1914-1922 : Albert Debray 14. 1922-1927 : Maurice Montigny 15. 1927-1936 : Jean Veraguth |

| 1. 1800-1806 : Jacques-Rose Récamier 2. 1806-1828 : Vital Roux 3. 1829-1830 : Jean-Claude-Roman Vassal 4. 1831-1835 : Jean Audenet 5. 1836-1854 : Louis-Martin Lebeuf 6. 1855-1905 : Alphonse de Rothschild 7. 1906-1936 : Édouard Alphonse James de Rothschild |

| 1. 1800-1803 : Jean-Pierre Germain 2. 1803-1833 : Jean-Conrad Hottinguer 3. 1833-1848 : Jean-Henri Hottinguer 4. 1849-1857 : James Odier 5. 1858-1866 : Jean-Jacques Lemercier de Nerville 6. 1866-1888 : Denière 7. 1888-1901 : Charles Goguel 8. 1902-1928 : Jean Poupart de Neuflize 9. 1929-1934 : William d'Eichthal 10. 1935-1936 : David David-Weill |

| 1. 1800-1803 : Carié-Bézard 2. 1803-1805 : Jean-Louis Marmet 3. 1805-1821 : Henry Flory 4. 1822-1832 : Casimir Perier 5. 1832-1868 : Joseph Perier 6. 1869-1873 : Louis-Théophile Millescamps 7. 1874-1888 : Charles-Adolphe Demachy 8. 1889-1892 : Félix-Philibert Michau 9. 1893-1911 : Alfred-Édouard Seydoux 10. 1912 : Louis-Marie-Gabriel Delaunay-Belleville 11. 1913-1936 : François de Wendel |

| 1. 1800-1801 : Pierre-Léon Basterrèche 2. 1802-1847 : Benjamin Delessert 3. 1847-1849 : François-Marie Delessert 4. 1849-1853 : Anselme Halphen 5. 1854-1875 : Eugène Schneider 6. 1876-1885 : Ernest Goüin 7. 1886-1897 : Henri Schneider 8. 1897-1922 : Alfred Loreau 9. 1923-1930 : Jean Balsan 10. 1931-1936 : Robert Darblay |

| 1. 1800-1806 : Jean-Auguste Sévène 2. 1806-1827 : Augustin-Charles-Alexandre Ollivier 3. 1828-1860 : Michel Frédéric Pillet-Will 4. 1861-1871 : Alexis Pillet-Will 5. 1871-1890 : Frédéric Pillet-Will 6. 1890-1904 : Michel Heine 7. 1905-1929 : Maurice Davillier 8. 1930-1936 : Jacques Poupart de Neuflize |

| 1. 1800-1803 : Alexandre Barrillon 2. 1803-1804 : Jean-Baptiste Dibon 3. 1804-1816 : Louis-Victor Moreau 4. 1817-1856 : Jacques Lefebvre 5. 1857-1871 : Francis Lefebvre 6. 1871-1896 : Alfred André 7. 1897-1908 : Jules Goüin 8. 1909-1925 : Stéphane Adolphe Dervillé 9. 1926-1931 : Edmond Gillet 10. 1932-1936 : Camille Poulenc |

| 1. 1800-1801 : Georges-Antoine Ricard 2. 1801-1846 : Jean Charles Joachim Davillier 3. 1847-1863 : Alexandre Sanson-Davillier 4. 1864-1882 : Henri Davillier 5. 1883-1890 : Auguste Legrand de Villers 6. 1891-1912 : Charles Balsan 7. 1913-1932 : Ferdinand René Laederich 8. 1933-1936 : René-Paul-Thomas Duchemin |